# Okręg Chalon-sur-Saône
Okręg Chalon-sur-Saône (fr. Arrondissement de Chalon-sur-Saône) – okręg we wschodniej Francji. Populacja wynosi 193 tysiące.

## Podział administracyjny
W skład okręgu wchodzą następujące kantony:
- Buxy,
- Chagny,
- Chalon-sur-Saône-Centre,
- Chalon-sur-Saône-Nord,
- Chalon-sur-Saône-Ouest,
- Chalon-sur-Saône-Sud,
- Givry,
- Mont-Saint-Vincent,
- Montceau-les-Mines-Nord,
- Montceau-les-Mines-Sud,
- Montchanin,
- Saint-Germain-du-Plain,
- Saint-Martin-en-Bresse,
- Sennecey-le-Grand,
- Verdun-sur-le-Doubs.